# Rob Schroeder
Rob Schroeder (n. 11 mai 1926 - d. 30 mai 1989) a fost un pilot de curse auto american care a evoluat în Campionatul Mondial de Formula 1 în sezonul 1962.
1. ↑  Where are they now? « The World Championship drivers (S) « (în engleză), accesat în 12 februarie 2013